# Hideki Kamiya
Hideki Kamiya (jap. 神谷 英樹 Kamiya Hideki; ur. 19 grudnia 1970) – japoński projektant i reżyser gier wideo dla studia PlatinumGames.
Kamiya był wcześniej zatrudniony przez firmy Capcom i Clover Studio, a także założył studio PlatinumGames w 2006 roku, wraz z innymi byłymi pracownikami Capcom.
Jako projektant gier, Kamiya twierdzi, że najbardziej inspirowały go gry takie jak The Legend of Zelda: A Link to the Past i Gradius. Jego ulubioną grą akcji jest pierwsza odsłona serii Castlevania – gra Castlevania (z 1986 roku).

## Kariera

### Początki
Kamiya urodził się w 1970 roku w mieście Matsumoto w prefekturze Nagano. W młodym wieku został miłośnikiem gier wideo dzięki swojemu sąsiadowi, który często zapraszał go do grania na konsoli Epoch Cassette Vision. Gry wideo podobały się Kamiyi głównie ze względu na dźwięki, jakie były one w stanie wyprodukować. Podczas pierwszych lat nauki w szkole podstawowej otrzymał własną konsolę Nintendo Famicom. Pierwsza gra, którą kupił, to „Nuts & Milk”. Podczas czytania wywiadu w „Family Computer Magazine”, w którym uczestniczyli twórcy gier, tacy jak Shigeru Miyamoto i Masanobu Endo, Kamiya zdecydował, że zostanie twórcą gier wideo.
W szkole średniej Kamiya kupił komputer NEC PC-8801 do nauki programowania, lecz zamiast tego grał na nim w gry wideo niemal codziennie. Do jego ulubionych gier, którym przypisuje on wpływ na swoją twórczość, należą „Gradius”, „The Legend of Zelda: Link to the Past”, „Castlevania”, „Space Harrier”, „Cybernator”, Punch-Out, "Wonder Boy in Monster Land", Snatcher, "Sorcerian" i "Star Cruiser". Po ukończeniu college’u Kamiya ubiegał się o pracę w różnych firmach zajmujących się tworzeniem gier. Został odrzucony przez firmę Sega, po czym jego podanie o pracę zaakceptowane zostało przez firmę Namco. Namco widziało go jednak bardziej w roli artysty grafika niż projektanta gier.

### Resident Evil
Kamiya dołączył do firmy Capcom w roli projektanta w 1994 roku. Jego wczesne prace obejmowały planowanie oryginalnej odsłony gry Resident Evil.
Proces produkcji gry „Resident Evil 2” został przeprowadzony przez 40-50-osobową grupę, która w późniejszym okresie miała zostać częścią studia Capcom Production Studio 4. Gra została wyreżyserowana przez Kamiyę, który to przewodził zespołowi składającemu się ze świeżo upieczonych pracowników Capcom i ponad połowy personelu odpowiedzialnego za pierwotną odsłonę „Resident Evil”. W początkowych etapach produkcji, producent Shinji Mikami często spierał się z Kamiyą odnośnie do kreatywnej strony gry i próbował wpływać na zespół, chcąc pokierować prace nad grą w wymyślonym przez niego kierunku. Ostatecznie powrócił do roli nadzorcy produkcji, domagając się jedynie regularnego pokazywania mu postępów prac raz na miesiąc.
W celu zrealizowania sprzedażowych planów Capcom’u wynoszących dwa miliony sprzedanych kopii gry, reżyser Kamiya starał się przyciągnąć uwagę nowych odbiorców za pomocą bardziej ostentacyjnego, wzorowanego na styl Hollywood podejścia do fabuły gry. Nie chcąc na siłę wprowadzać nowych rozwiązań, za pośrednictwem Sugimury omówił on wraz z Mikamim i zespołem deweloperskim proponowane zmiany fabularne. Zespół planistów przeprojektował grę od podstaw, w celu dopasowania się do zmian, przy czym programiści i pozostali członkowie zespołu oddelegowani zostali do pracy nad Resident Evil Director’s Cut, którą to grę sprzedawano wraz z grywalnym demem nowej wersji „Resident Evil 2", w celu promocji kontynuacji, a także w ramach przeprosin za opóźnienia premiery gry.

### Devil May Cry
Kamiya został później reżyserem gry Devil May Cry. „Devil May Cry” miało w pierwotnych założeniach stanowić protoplastę „Resident Evil 4". Gra, początkowo produkowana z myślą o konsoli Playstation 2, wyreżyserowana została przez Hidekiego Kamiyę, po tym jak został on poproszony przez Shinjiego Mikamiego o stworzenie nowej części serii Resident Evil. W okolicach końca tysiąclecia, scenarzysta serii, Noboru Sugimura na podstawie pomysłów Kamiyi stworzył scenariusz do stylowej gry akcji. Fabuła gry oparta była na odkrywaniu tajemnicy ciała głównego bohatera, Tony’ego, niepokonanego człowieka, którego zdolności i intelekt znacząco przekraczały te normalnych ludzi, przy czym jego umiejętności tłumaczono za pomocą biotechnologii. Kamiya uważał, że protagonista nie wygląda dosyć bohatersko i odważnie podczas walk ze statycznymi ujęciami kamery, podjął więc decyzję o porzuceniu prerenderowanych teł z poprzednich odsłon „Resident Evil”, w zamian proponując dynamiczne ujęcia kamery. To nowe podejście wymagało od zespołu wyjazdu do Europy, gdzie przez jedenaście dni spędzonych w Wielkiej Brytanii i Hiszpanii zbierali materiały, fotografując gotycką architekturę, która miała posłużyć za tekstury. Twórcy starali się zaimplementować motyw „czaderstwa” w świat Resident Evil. Mikami zdał sobie sprawę z faktu, że motyw ten za bardzo odbiega od survival-horrorowych korzeni serii i z czasem przekonał członków zespołu, by nowa gra była od nich niezależna. Ostatecznie Kamiya wprowadził zmiany w scenariuszu, zmieniając świat na przepełniony demonami i zmieniając imię głównego bohatera na „Dante”. Obsada postaci pozostała w przeważającej większości zgodna ze scenariuszem Sugimury, przy czym z fabuły wyzbyto się momentów, w których pojawiają się matka i ojciec głównego bohatera. W październiku 2000 roku ujawniono, że nowa gra nosić będzie nazwę Devil May Cry.
Gra zaprojektowana została przez Team Little Devils, grupę pracowników należących do Capcom Production Studio 4. Niektóre z głównych elementów rozgrywki zainspirowane zostały błędami znalezionymi w grze „Onimusha:Warlords”. Podczas testów rozgrywki Kamiya odkrył, że przeciwnicy mogą pozostać w powietrzu na skutek wielokrotnych cięć mieczem, co finalnie doprowadziło do implementacji systemu „żonglowania” przeciwnikami za pomocą broni dystansowej, jak i białej w serii „Devil May Cry”. Według słów reżysera cały system gry „Devil May Cry” obudowany został wokół akrobacji Dant’ego i jego zdolności bojowych. Dopiero w późnym etapie procesu produkcyjnego podjęta została decyzja o zmianie systemu progresji gry na system misji, zamiast stawiać na bardziej otwartą strukturę znaną z gier z serii „Resident Evil”. Według słów Kamiyi wysoki poziom trudności „Devil May Cry” wprowadzony został świadomie, jako „wyzwanie dla wszystkich tych, na co dzień grających w lekkie, niewymagające gry.”
Mimo sukcesu pierwszej części serii Devil May Cry, kontynuacja nie była już tworzona ani przez Kamiyę, ani przez Team Little Devils. Pierwszą informację o jakiejkolwiek kontynuacji Kamiya wraz z zespołem otrzymali podczas prac nad lokalizacją gry na Amerykę Północną i Europę, co wielce zaskoczyło Kamiyę. Zamiast nich, projekt przekazany został Capcom Dev Studio 2. Od momentu premiery gry Kamiya nie raz wyrażał swoje rozczarowanie, iż jego przełożeni nie powierzyli mu prac nad reżyserią „Devil May Cry 2”.
Mimo iż Kamiya nie reżyserował trzeciej odsłony gry, „Devil May Cry 3: Dante’s Awakening”, nadal doradzał on scenarzyście Bingo Morihashi'emu przy tworzeniu osobowości głównego bohatera, jak i również przy tworzeniu jego wyglądu. Dał on także Morihashi’emu wolną rękę przy tworzeniu założeń fabuły Vergila.

### Clover Studio
Wyreżyserował oryginalnego „Viewtiful Joe”. Gra powstała z zamysłu „projektu skoncentrowanego na personelu”, mając na celu zwiększenie umiejętności jego twórców, w szczególności Kamiyi jako reżysera. Kamiya podkładał także głos postaci Six Machine wewnątrz gry.
W 2006 roku Kamiya pracował jako reżyser gry „Okami”. Pomysł na grę narodził się w wyniku połączenia pomysłów pracowników firmy. Według reżysera gra początkowo oparta była na temacie „chęci przedstawienia natury”, lecz nie posiadała scentralizowanego motywu lub koncepcji. Kamiya stworzył nawet trwającą jedną minutę wersję demonstracyjną, ukazującą wilka biegającego po lesie z kwitnącymi wokoło kwiatami, wciąż jednak brakowało mu elementów rozgrywki. Wraz z innymi członkami zespołu Kamiya wprowadził elementy związane z przyrodą, które w ostatecznym rozrachunku zaowocowały początkowym prototypem gry, o którym sam Kamiya stwierdził później iż był „strasznie nudny”. Ostatecznie zdecydowano się na rozwiązania widoczne w finalnej wersji produktu, za motyw przewodni obierając możliwość zatrzymania rozgrywki w dowolnym momencie, umożliwiając w ten sposób rysowanie po krajobrazie, a co za tym idzie wpływanie na otaczający gracza świat.
Styl rozgrywki stanowi połączenie akcji, sekwencji platformowych i rozwiązywania łamigłówek, przy czym wielu recenzentów zaznaczało jego wyraźne podobieństwo do rozgrywki znanej z serii gier The Legend of Zelda series, o której to sam Kamiya – zdeklarowany fan serii – nie raz wspominał, że stanowiła ona źródło inspiracji przy projektowaniu gry.
Clover Studio zostało zamknięte przez Capcom pod koniec 2006 roku.

### PlatinumGames
Firma Platinum Games założona została 1 sierpnia 2006 roku pod nazwą Seeds, Inc. przez Shinjiego Mikamiego, Atsushiego Inabę i Hidekiego Kamiyę.
W maju 2008 r. firma, przemianowana na PlatinumGames, ogłosiła podpisanie umowy na wyprodukowanie czterech gier dla nowego wydawcy, firmy Sega. Wśród czterech gier zawartych w postanowieniach umowy znalazła się „Bayonetta”, „stylowa gra akcji” na konsolę PlayStation 3 i Xbox 360, którą reżyserował Kamiya. Gra została uznana za następcę „Devil May Cry”, a Kamiya wykorzystał w niej część rozwiązań z najnowszej części cyklu, „Devil May Cry 4”, w charakterze materiałów poglądowych. Po raz pierwszy ogłoszony na targach E3 2012, Kamiya wyreżyserował grę „The Wonderful 101” na Wii U, wydaną we wrześniu 2013 roku. Odpowiadał również za scenariusz „Bayonetta 2”, wydanej na Wii U w październiku 2014.
Kamiya oświadczył, iż zainteresowany jest stworzeniem nowej gry osadzonej w uniwersum Star Fox, przez co ośmielony prośbami fanów marki na Twitterze zgłosił swoje pomysły zarządowi Nintendo, jednak bezskutecznie. Ostatecznie, Platinum Games rozpoczęło pracę nad nową grą z uniwersum „Star Fox” pod patronatem Nintendo, zatytułowaną „Star Fox Zero”, oraz towarzyszącą jej grą „Star Fox Guard”. Obie wydane zostały w kwietniu 2016 roku. Kamiya pracował także nad „Scalebound”, nową grą dla Microsoft Studios, lecz w styczniu 2017 roku zrezygnowano z jej wydania.

## Prace
| Rok          | Gra                                                   | Rola                |
| ------------ | ----------------------------------------------------- | ------------------- |
| 1996         | Resident Evil                                         | System planner      |
| 1996         | Arthur to Astaroth no Nazomakaimura: Incredible Toons | Planner             |
| 1998         | Resident Evil 2                                       | Reżyser             |
| 2001         | Devil May Cry                                         | Reżyser, fabuła     |
| 2002         | Resident Evil Zero                                    | Game designer       |
| 2003         | Viewtiful Joe                                         | Reżyser             |
| 2004         | Phoenix Wright: Ace Attorney Trials and Tribulations  | Japoński głos Godot |
| 2004         | Viewtiful Joe 2                                       | fabuła              |
| 2005         | Viewtiful Joe: Double Trouble!                        | fabuła              |
| 2006         | Ōkami                                                 | Reżyser, fabuła     |
| 2009         | Bayonetta                                             | Reżyser, fabuła     |
| 2013         | The Wonderful 101                                     | Reżyser, fabuła     |
| 2014         | Bayonetta 2                                           | Fabuła, nadzór      |
| 2019         | Astral Chain                                          | Nadzór              |
|              | Bayonetta 3                                           | TBA                 |
| Zrezygnowano | Scalebound                                            | Reżyser, fabuła     |